# Caillac
Caillac (occitanisch: Calhac) ist eine südfranzösische Gemeinde mit 590 Einwohnern (Stand 1. Januar 2022) im Département Lot in der Region Okzitanien (zuvor Midi-Pyrénées).

## Lage
Caillac liegt auf dem Nordufer des Flusses Lot in einer Höhe von ca. 160 Metern ü. d. M. im Herzen des Quercy. Die nächste Stadt, Cahors, ist etwa 13 Kilometer (Fahrtstrecke) in südöstlicher Richtung entfernt.

## Bevölkerungsentwicklung
| Jahr      | 1962 | 1968 | 1975 | 1982 | 1990 | 1999 | 2006 | 2017 |
| Einwohner | 365  | 335  | 386  | 409  | 588  | 533  | 563  | 599  |

Bis zur Mitte des 19. Jahrhunderts hatte der Ort deutlich über 600 Einwohner. Infolge der Reblauskrise im Weinbau und der Mechanisierung der Landwirtschaft ging die Einwohnerzahl seit der zweiten Hälfte des 19. Jahrhunderts kontinuierlich bis auf den Tiefststand der 1960er Jahre zurück.

## Wirtschaft
Im Haut-Quercy wurde die Landwirtschaft jahrhundertelang in erster Linie zur Selbstversorgung betrieben, zu der bis ins 19. Jahrhundert hinein auch der Weinbau gehörte, der in der Umgebung von Cahors nach der Reblauskrise mit Erfolg wiederbelebt wurde. Heute spielt – neben dem Weinbau sowie der Vieh- und Geflügelzucht – der Tourismus in Form der Vermietung von Ferienwohnungen (gîtes) eine große Rolle im Wirtschaftsleben der Gemeinde.

## Geschichte

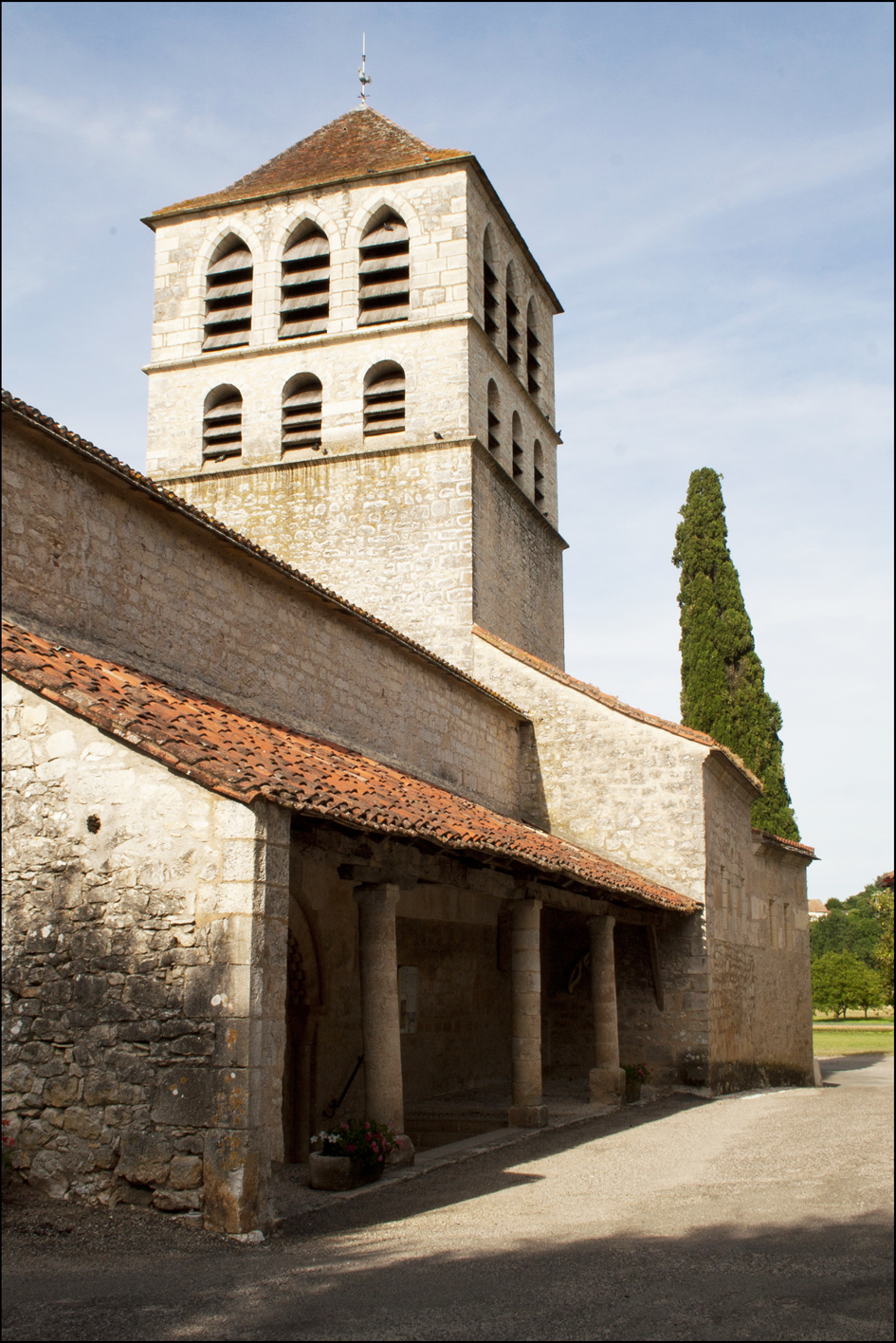
Kirche mit Portikus

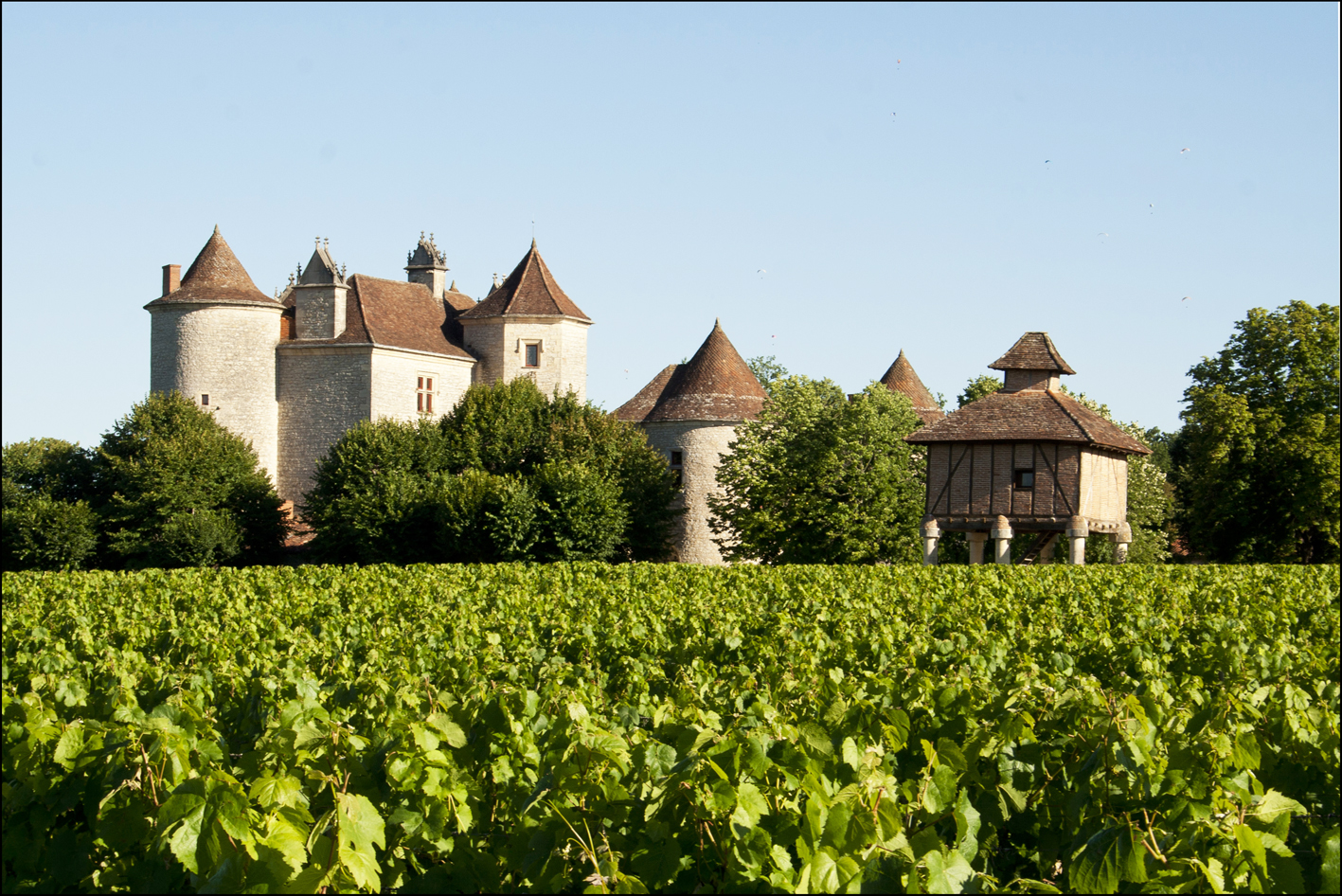
Château Lagrézette

Die Existenz eines gallorömischen Landgutes (villa rustica) ist durch Funde belegt.

## Sehenswürdigkeiten
- Die hauptsächlich aus Bruchsteinen gemauerte Pfarrkirche ist ein einschiffiger Bau des 12. und 13. Jahrhunderts, der allerdings im 15. und 16. Jahrhundert gründlich überarbeitet wurde, so dass nur noch wenige romanische Bauteile erhalten sind. Markant ist der mehrgeschossige, wenngleich schmucklose Aufbau des Vierungsturms, der gänzlich aus exakt behauenen Steinen errichtet ist. Die Kirche hat – eine Seltenheit im Süden Frankreichs – einen geringfügig im Boden versenkten Portikus auf der Südseite, hinter welchem sich ein um das Jahr 1500 hierher versetztes romanisches Portal mit einer dekorativen Renaissance-Einfassung verbirgt. Das Langhaus der Kirche ist von einer einfachen Holzdecke überspannt und beherbergt eine bemerkenswerte Ausstattung (Taufbecken, Kanzel, Gemälde etc.); zwei Seitenkapellen nördlich und südlich der Vierung und die Apsis sind rippengewölbt. Das Kirchenbauwerk wurde im Jahre 1979 als Monument historique eingestuft.[1]
- Das vieltürmige Château Lagrézette stammt aus dem 15./16. Jahrhundert und sah im Lauf seiner Geschichte eine Vielzahl von Eigentümern, von denen einige im nahegelegenen Cahors ihren Geschäften nachgingen. Das Bauwerk mitsamt seinem auf sechs steinernen Stützen stehenden Taubenhaus (pigeonnier) in Fachwerkbauweise steht inmitten von Weinfeldern und dient heute als repräsentatives Weingut. Der weitgehend original erhaltene Baukomplex wurde im Jahre 1982 als Monument historique anerkannt.[2]

## Persönlichkeiten
- François Louis Joseph Solayrès de Renhac (1737–1772), Anatom, Chirurg und Geburtshelfer; Lehrer von Jean Louis Baudelocque[3]
- Joachim Ambert (1804–1890), General und Militärschriftsteller